# Ибаев, Идрис Ханпасаевич
Идрис Ханпасаевич Ибаев (нем. Idris Hanpasaevic Ibaev; род. 12 ноября 1999 года, Чечня) — российский, а впоследствии немецкий борец классического стиля. Двухкратный чемпион Германии (2022, 2023). Победитель первенства мира среди борцов до 23 лет.

## Биография
Ибаев уроженец села Гойты Урус-Мартановского района Республики Чечня, Россия. Начал заниматься боксом, но из-за отсутствие условии перешел в секцию борьбы под предлогом друзей. Его первым тренером по греко-римской борьбе был Турпал Магомадов. В 2013 году переехал с семьей в Германию, в город Хаген, Северный Рейн-Вестфалия. В 2020 году получил немецкое гражданство и был приглашен в сборную Германии по рекомендации главного тренера сборной Майклом Карлом.

## Спортивная карьера

### 2020
Дебют в составе сборной Германии для Ибаева пришёлся в январе, на турнире "Тор-Мастерс" в Дании, где он занял первое место. В декабре стал участником индивидуального кубка мира 2020, заняв седьмое место.

### 2021
В мае на первенстве Европы среди борцов до 23 лет, который прошёл в Северной Македонии Ибаев добыл бронзовую медаль. В октябре дебютировал на взрослом чемпионате мира в Осло (Норвегия), но в первом круге уступил азербайджанцу Ульви Ганизаде. В ноябре стал победителем первенство мира среди борцов до 23 лет в Белграде (Сербия), одолев в финале россиянина Сергея Кутузова.

### 2022
В марте выступил на первенстве Европы до 23 лет, победив в 1/8 финала финского борца Джони Комппа, в четвертьфинале Ибаев уступил грузину Георгию Чихиквадзе, но не лишился шанса на призовое место, победив в утешительной схватке литовца Вилюса Савицкаса он вышел на норвежца Хаавардом Йоргенсеном, которого так же одолел и добыл бронзовую медаль. В сентябре снова попытал шанс на взрослом чемпионате мира в Сербии, победив неожиданно в квалификации вице-чемпиона мира 2021 года Санана Сулейманова уступил в следующем круге малоизвестному Тамерлану Шадукаеву из Казахстана. В октябре снова остался без медали на первенстве мира до 23 лет, заняв 8-е место.

## Спортивные достижения
- 2021, 2022 Первенство Европы до 23 — ;
- 2021 Первенство мира до 23 — ;
- 2022, 2023 Чемпионат Германии  — ;